# Ударен музикален инструмент
Ударен или още перкусионен инструмент е всеки музикален инструмент, при който звукоизвличането става посредством удар.

## Дефиниция, етимология и употреба на термините
Думата „удар“ има по-широко тълкуване, когато става дума за ударни инструменти. Те се наричат „ударни“, но при тях звукоизвличането става също и чрез триене, разтрисане, приплъзване, движение на една или няколко части от инструмента с друга, чрез въртене във въздуха, развиване, хвърляне, поставяне във вода, и дори духане подобно на аерофонните (духови) инструменти.
Затова и названието „перкусионни инструменти“ има по-общ характер в сравнение с „ударни“.
Перкусия (или перкусионен) идва от английската дума с латински произход „percussion“, което буквално преведено значи „удар“, „удрям“.
Казваме „ударни инструменти“, но когато говорим за ансамбъл, оркестър, казваме съответно перкусионен ансамбъл, перкусионен оркестър, а за музикална литература (пиеси, щимове) – съответно перкусионна литература.
Инструменталист, който свири на ударни инструменти, се нарича „перкусионист“. Ако един перкусионист се е специализирал само в една област на ударните инструменти или само в един ударен инструмент, названието носи името на инструмента, например барабанист (барабани), тимпанист (тимпани), маримбист (маримба), вибрафонист (вибрафон), тъпанджия (остаряло: тъпанар) (тъпан).

## Видове ударни инструменти
Ударните инструменти са една от петте основни групи музикални инструменти. Самите ударни се делят на няколко подгрупи.
Мембранофонни инструменти
Такива са всички инструменти, при които звукоизвличането става посредством някакъв вид опъната мембрана. Мембраните могат да бъдат от най-различни метериали: както от обработена животинска кожа, пластикова (синтетична) мембрана, от оризова хартия, фолио, тънък слой ламарина, фурнир и др.
Примери за мембранофонни инструменти: барабан, тимпани, конги, тарамбука.
Пластинкови инструменти
Към този вид инструменти спадат всички при които звукоизвличането става посредством удари по закрепени, завързани или нанизани пластини, тръби или други предмети, които са подредени клавирообразно подобно на клавишите на пианото, като в повечето случаи са настроени хроматично от ниски към високи.
Примери за пластинкови инструменти: ксилофон, маримба, вибрафон.
Идиофонни инструменти
Идиофоните са инструменти, при които цялото тяло или корпус на инструмента произвежда звук. Наричани са още самозвучащи инструменти. Характерно за идиофонните инструменти е това че те са без определена височина на тона. Изключение правят тези, които са били темперирани, хроматизирани по накакъв начин. Най-общо се делят на дървени и метални.
Примери за идиофонни инструменти: клавеси, маракаси, кречатало, дайре.
Гонгове
Гонгове се наричат всички дълго отзвучаващи дискове или механични приспособления, които имитират звука на гонг.
Примери: бабендил, явански гонг, пелонг гонг.
Камбани
Това са всички видове камбани и механични и електронни устройства, които произвеждат, задвижват или имитират звука на камбани.
Примери: цар камбана, оркестрови камбани, карийон.
Звънци
Към тази група спадат всички малки камбанки, звънчета, шумолящи малки предмети включително механични устройства които имитират звука на звънчета.
Примери: чанове, прапорци, хлопки, марк трий.
Свирки
Макар по своя характер свирките да са аерофонни (духови) инструменти, те също спадат към групата на перкусионните.
Примери: полицейска свирка, казу, „воден славей“.
Звукови ефекти
Част от работата на перкусиониста е да произвежда звукови ефекти. Те се делят на музикални ефекти, които рисуват някаква музикална картина, и общи ефекти като например тези, които се използват при озвучаването на филми.
Иновационни инструменти
Това са такъв вид инструменти, които не могат да бъдат причислени към никоя група от горепосочените. Това са експериментални нови ударни инструменти, които са създадени в средата на 20 век.
Пример за иновационен инструмент: интонарумори, създаден от италианския футурист Луиджи Русоло.
„Инструмент по зададен обект“
Идеята за „инструмент по зададен обект“ е на американския композитор и основател на авангарда в класическата музика Джон Кейдж. Според Кейдж всеки предмет и всичко, което ни заобикаля в бита, може да бъде пригодено за ударен инструмент, стига да бъде подбрано по звучност, така че да отговаря на определени възгледи и възприятия за звук, и включването му в музикалното произведение да не е самоцелно.
Наглед безперспективната идея на Кейдж се оказва революционна и променя из основи мисленето и възприемането на класическата музика. Много композитори и перкусионисти се обръщат към сонорните ефекти и значението на звука и тембъра на музиката, като загърбват важните дотогава елементи като мелодия, хармония и полифония в музиката.
Самият Кеидж пише произведения за стол, маса, прибори за хранене дори звук от прахосмукачка. Най-крайната форма на идеята му е че всичко в природата, без изключение, е ударен инструмет, а някои от най-ревностните му последователи не признават същестуването на друг вид инструменти освен ударните (например третират пианото като ударен инструмент).

## История на ударните инструменти
Ударните инструменти са най-естествените и първични инструменти, които човекът познава, и затова са първите инструменти в музикалната история.
Счита се, че именно в опита си да имитират звуците от заобикалящата ги среда първобитните хора са подражавали, като повтарят на глас различни звуци или пеейки цели мелодии. В този процес съвсем естествено идва тропотът с крака, опитите за танцуване и пляскането с ръце.
В първоначалното безцелно пляскане с ръце постепенно започва да бъде влаган смисъл, който прераства в отмерването на ритъм в хармония с първобитните крясъци, викове и елементарни мелодийки.
Именно пляскането с ръце е първото проявление на перкусионното изкуство.
С течение на времето пляскането с ръце вече не можело да задоволява потребностите на първобитните хора да изразяват това, което чувстват, и те започнали да търсят начини да „украсят“ това пляскане, използвайки различни подръчни средства и материали. Ударните инструменти заемат важна роля в историческото развитие на музиката и са неизменна част от бита и ритуалите на първобитните хора.
За хората в първобитно-общинния строй музиката, танца или театъра не са съществували като самостоятелни понятия. Материалите, които са използвали за инструменти, са били от растения или животни, първите барабани не са имали резонатор от дърво, а са били изкопавани дупки в земята с различен диаметър, върху които са били опъвани кожи закрепени непосредствено за пръстта, кости с различна дължина, които са нанизвали подобно пластините на днешните ксилофони. Заедно с това са се използвали челюсти на различни животни, за да издават тракащ звук.
Развитието на музикалните инструменти е тясно свързано с историята на музиката и това в каква посока тя върви. От времето на първите пра-инструменти те претърпяват многократни промени, за да достигнат сегашния си вид. Ударните инструменти остават за дълго в групата на фолклорните инструменти.
Отделянето на църковната музика от типично фолклорната музика довежда до нов тласък в самото развитие на музиката, но дори и в днешно време при някои от племената в Африка няма рязка граница между военна (маршова) музика, църковна и фолклорна музика. Основополагащ е моментът, в който католическата църковна музика в западна Европа започва да става светска и композитори като Бах, които дотогава пишат произведения с религиозен характер, получават по-голяма свобода да творят.
Макар с религиозна насоченост, много от произведенията започват да се използват не само тясно свързани с функционирането на църквата. Това най-общо казано е моментът, в който класическата музика се отделя като самостоятелен жанр. Първите композитори са били тясно свързани с някои меценат цар, крал, граф, барон, a класическата музика е била привилегия само на висшето общество. Тромпети и барабани са били използвани за армията на краля, тимпаните стават част от дворцовата музика и са се тълкували като благороднически инструмент. За простолюдието основното забавление остава фолклорната музика, класическата музика е отъждествявана като дворцова.
Композитори като Йозеф Хайдн, наричан „баща на симфонията“ дават начало на оркестровата музика. Дотогава дворцовата класическа музика се е изразявала в произведения за соло инструмент, малки и средно големи камерни ансамбли.
По времето на Хайдн основните ударни инструменти, които се използвали, били тимпаните.
Първите симфонични оркестри били малки по брой на изпълнителите основната част била щрайха (струнната секция на оркестъра) няколко медни и дървени духови инструменти и два тимпана като представители на перкусионната секция.
Тимпаните се настройвали на тониката и доминантата на съответното произведение, което се свири. Промяната на тона, която се нарича престройване, била много бавна, тежка и трудна.
Първият композитор ползвал три тимпана, както и настройване на интервал октава в свои произведения бил Бетовен.
Създаването на класически произведения с милитаристичен характер довежда до използването на ударни инструменти характерни дотогава само за военната музика.
Ново вливане на ударни инструменти идва по време на срещата между Ориента и западноевропейската музика. В класическата музика се появява мода, при която елементите на ориенталската музика стават популярни, дори Моцарт пише произведение което нарича „Турски марш“.
Много от типично арабските ударни инструменти идват със завоеванията на турските войски в Европа.
Тези инструменти били използвани в симфоничния оркестър. Именно класическата музика и в частност симфоничните оркестри изиграват най-голяма роля в развитието и усъвършенстването на ударните инструменти.
Само за пример, тимпаните претърпяват хиляди промени в техническото си устройство от настройване с въжета или корди, през винтовото настройване, настройването с лост, с въртене на целия корпус на инструмента и се стигне до педалното настройване, което позволява практически свиренето на всякакви тонове много бързо без да е нужна предварителна подготовка, промяната от стандартните 2 до 6 тимпана а в някои случаи до много повече в произведенията на композиторите и от друга страна ударни инструменти като някои барабани в Азия и Африка, които през същия период неповлияни от класическата музика продължават да се използват като фолклорни инструменти и не претърпяват никакви промени.
Друг период от музиката се оказва важен за ударните, отварянето на класическата музика към света създаването на национални школи например руска, чешка и т.н. Повечето композитори включват народни инструменти характерни за страната, в която живеят, с цел да направят музикални произведения да имат типично национален характер да бъдат свързвани именно със страната в която са създадени. Това довежда до включването на нови ударни инструменти към състава на симфоничния оркестър.
В началото на 20 век композиторите се обръщат повече към тембъра и сонорните ефекти; и това е причината за големия интерес към ударните инструменти.
Ксилофони, маримби, балафони, калимби и други само край колибите из африканските села и джунглите се появяват в симфоничния окрестър редом с цигулки, тромпети, фаготи и арфи.
Тракалката в ръката на индианския шаман, изразяваща някакъв ритъм, често на случаен принцип преминава в ръката на професионалния перкусионист в симфоничния оркестър, имащ зад гърба си обучение в музикално училище и консерватория, който чете от своя щим специално написан за целта музикален ритъм от композитора и следи жеста на диригента, за да възпроизведе максимално точно изискваната от него интерпретация.

## Употреба
За разлика от останалите инструменти, перкусионните инструменти имат универсален характер, като се използват във всички стилове музика. Например някои от класическите музикални инструменти практически не се използват извън симфоничния оркестър, други като фолклорните инструменти са приложими само в народната музика.
Ето и най-обичайните перкусионни инструменти, които се използват във всеки един стил музика:
- Класическа музика – тимпани, голям барабан, малък барабан, чинели, ксилофон, маримба, глокеншпил и др.
- Маршова музика – малък барабан, голям барабан, чинели и др.
- Популярна музика (джаз, поп, рок, рап, техно) – комплект барабани
- Църковна музика (католическа, православна) – камбани, дървени и метални клепала.
- Фолклорна музика —
  - Африка – различни видове барабани, ксилофони, маримби и др
  - Азия – гонгове, там-тами, чинели, камбанки, гигантски барабани и др
  - Латиноамерикански и арфо-кубински инструменти – гуиро, маракаси, куика, клавеси и др.
  - Европа – различни по вид барабани. Характерни за българската народна музика са инструменти като тъпан, тарамбука, дайре, различни видове звънци и др.